# Arts martiaux vietnamiens
 (avril 2023).
 (avril 2018).
Si vous disposez d'ouvrages ou d'articles de référence ou si vous connaissez des sites web de qualité traitant du thème abordé ici, merci de compléter l'article en donnant les références utiles à sa vérifiabilité et en les liant à la section « Notes et références ».
Les arts martiaux vietnamiens (ou Vo Thuat, en vietnamien) regroupent les arts martiaux créés ou pratiqués au Viêt Nam. Ils sont constitués d'une multitude de techniques de combat, de pratiques et de styles, développés au Viêt Nam au fil des siècles.
Son histoire est intimement liée à l’histoire de ce pays constamment en lutte contre les tentatives d'invasions par les pays voisins. Le Vo Thuat a enrichi son fond traditionnel et a évolué en intégrant par absorption les influences principalement chinoises, mais aussi indonésiennes, tibétaines… sans pour autant perdre son authenticité.
Le Vo Thuat s'est construit et ancré dans la culture vietnamienne, le plus souvent de façon clandestine. Du fait des occupations successives, il reste peu de traces de cette histoire. Pour les mêmes raisons, les écoles ont été et sont toujours nombreuses et, jusqu’à très récemment, échappent à toute structuration.
Depuis 1960, on a vu naître des tentatives d’unification et de structuration de ce foisonnement d’écoles et de styles, parfois rivaux, sous forme de fédérations. Aux yeux de certains, cela pose la question d’un risque d’appauvrissement et d’uniformisation, et les difficultés rencontrées, en France particulièrement, sont peut-être en effet le signe d’un certain contre-sens historique et culturel. À l'heure actuelle, on peut distinguer deux mouvements principaux : le Vo Co Truyen (Vo Thuat Co Truyen: arts martiaux traditionnels vietnamiens, rassemblant une multitude d'écoles) et le Vovinam Việt Võ Đạo (école de création plus récente, visant à structurer et créer une synthèse des techniques martiales vietnamiennes).

## Vo Thuat: Présentation générale

### Vo Thuat : Étymologie
« Võ Thuật » est l’expression vietnamienne pour « arts martiaux », ou encore « art de pratiquer des techniques martiales », « Vo » signifiant « guerre, combat », et « Thuat » signifiant « techniques ». C’est l'équivalent du terme « Wu Shu » en chinois, ou « Bujutsu » au Japon, et les idéogrammes sont d’ailleurs identiques. 
Rappelons, à toutes fins utiles, qu'il faut nuancer cette traduction. En effet, l’expression « art martial », en français, lui-même issu de l'anglais « martial art », rend mal compte de la nuance initiale, le terme « martial » - « du dieu Mars »- renvoyant à une idée d’agressivité, de violence, voire de fureur sanglante. Or, l’idéogramme pour Vo/Wu/Bu illustre une main (un guerrier) qui arrête une lance. À l’opposé des connotations de « martial » en français, nous nous trouvons donc ici face un concept de non violence, face à l’idée d’éviter l’usage des armes, d’arrêter le coup porté par l’ennemi. Ainsi se trace un portrait du combattant plus proche de notre notion du « chevaleresque », avec ce que cela implique de bravoure, et, surtout, de rectitude morale. 
Ainsi, le sens de « Vo Thuat » (ou Wu Shu) serait plutôt « art de celui qui s’oppose à la violence »,.

### Le « Dao » (la Voie)
Un concept fréquemment associé au Vo est celui de « Dao », la voie, au sens spirituel du terme, réunissant tous les principes de vie et conduisant à la sagesse (« Tao » en chinois, « Do » en japonais). On le retrouve dans le nom de nombreuses écoles, où il vient souligner le fait que l’apprentissage du Vo ne se limite pas à l’acquisition de techniques de combat, purement physiques, mais, bien plus largement, englobe quantité d’autres apprentissages : connaissance de soi, éthique, tactique et stratégie, techniques prophylactiques, etc. 
Dans cette optique, le Vo Thuat offre à ses pratiquants les extraordinaires richesses culturelles accumulées tout au long de son histoire, au travers de poèmes et de récits (les « Bài thiêu » qui accompagnent les Quyên, par exemple), de pensées philosophiques, de connaissances d’ordre médical, etc., et vise au développement global de l’individu : externe (force, souplesse), interne (énergie, santé), intellectuel et moral. 

### Origines : « Ajouter, modifier, assimiler, ne jamais s’assujettir »
Les arts martiaux traditionnels vietnamiens sont nés dans les campagnes et les villages. Des fouilles archéologiques (Dong Son) témoignent de l’existence, dès la préhistoire et la haute antiquité, de techniques guerrières utilisées par les anciens Vietnamiens. Cet art du combat servait aux cultivateurs et paysans de moyen de défense et de survie, à un niveau local, d’abord, et ensuite, du fait de sa situation géographique, pour lutter contre les multiples tentatives d’invasion et d’occupation de leurs belliqueux voisins : la Chine, surtout, mais aussi les Mongols par exemple, et ensuite, bien plus tard, la France, le Japon et les États-Unis enfin. C’est au cours de cette histoire, dans ce creuset particulier qu’est le Viêt Nam, que le peuple vietnamien a créé et enrichi ses propres techniques, dans un mouvement d’influences réciproques. 
S’il est indéniable que les arts chinois, principalement, ont influencé la pratique martiale au Viêt Nam, et que certaines écoles vietnamiennes anciennes ou actuelles y trouvent directement leur source, le Vo Thuat ne peut être considéré comme un pâle ersatz des arts martiaux chinois. Suivant le vieil adage « Ajouter, modifier, assimiler, ne jamais s’assujettir », les maîtres vietnamiens ont nourri leur pratique des apports chinois, mais en adaptant tous ces enseignements aux us et coutumes vietnamiens. À ce sujet, il faut d’ailleurs ajouter ceci : bien que les Vietnamiens se sentent assez proches du peuple chinois, et admirent leur civilisation, ils sont toujours restés prudents, méfiants, et ont veillé à se protéger en modifiant tout ce qu’ils en ont appris. Ainsi, le système d’écriture d’ancien vietnamien était semblable en apparence à celui de la Chine, mais illisible pour un natif chinois. Les maîtres de Vo Thuat ont procédé de la même manière pour développer leur art martial, avec le souci d’en préserver la richesse, et les secrets…
Ainsi, le Vo Thuat, riche de ses influences chinoises, mais aussi indonésiennes ou tibétaines, peut se targuer d’une réelle authenticité, ancrée dans une mentalité spécifique, une culture riche, et une histoire bien particulière. C'est le cas du van Lang vo dao qui fort de sa richesse technique tant chinoise que vietnamienne, s'avère un trait d'union entre la culture glorieuse du van Lang (appellation du Vietnam dans ses périodes glorieuses) et la terre de chine une des origines de l'art martial.

## L’entraînement
Le Vo Thuat, comme tous les arts martiaux, inclut différentes techniques de combat : combat à mains nues, coups de poing et de pied, et maniement de nombreuses armes traditionnelles. 
À la différence de certains arts martiaux d’autres cultures, le Vo Thuat a à cœur de conserver une grande souplesse d’approche, préférant guider l’apprenant (Vo Sinh) sur la voie de sa pratique que le contraindre à l’exacte reproduction. Autrefois, la pratique n’était pas limitée par un programme unique, figé, et chaque Vo Sinh choisissait son chemin (ou plutôt, son maître l’amenait à le découvrir…) en fonction de sa morphologie et de son tempérament. Dans certaines écoles, il était même établi un horoscope pour chaque élève afin d’établir le profil de sa pratique personnelle. C’est pour cette raison qu’il existe un si grand nombre d’enchaînements par école, de façon à multiplier les possibilités d’un travail personnalisé, et de permettre à chacun de trouver des formes correspondant au mieux à sa propre personnalité.
C’est du moins ainsi que le veut la tradition, mais c’est un aspect du Vo Thuat auquel se heurtent les actuelles tentatives d’unification et de structuration des différentes écoles. Sous l’influence européenne, cartésienne, et de par la nécessité, de se fédérer pour des raisons pratiques (reconnaissance, organisation de rencontres, subventions…) la tentation de standardiser les techniques est bien là, au risque d’étouffer l’extraordinaire richesse du Vo Thuat, et de trahir son esprit-même. Au Viêt Nam, la Fédération des Arts Martiaux a résolu ce ‘problème’ en établissant un tronc commun pour le Vo Co Truyen, chaque école restant par ailleurs libre de son programme.

### Formes / Techniques de base
Guidé par son maître (Vo Su), le pratiquant (Vo Sinh) apprend à maîtriser les différentes techniques. Les formes de base sont traditionnellement divisées en trois grands groupes : 
- les postures

- formes des membres supérieurs (coup de poing, mains, doigts, coude…)

- formes des membres inférieurs (coups de pied…)

Ces formes de base sont travaillées sous forme d’enchaînements, de séquences complexes de mouvements, propres à chaque école : le Quyên. 

### Quyên (Bai Quyen / Thao Quyen)
En France, ces enchaînements sont appelés « Quyên ». Cette appellation est impropre, mais solidement implantée, acceptée, et nous continuerons donc à l’utiliser…
Étymologiquement, « Quyên » signifie « poing, boxe ». Par glissement, on en est venu à utiliser le terme Quyên en lieu et place de « Bai Quyên » (leçon de boxe), puis, lui accordant le sens de « série de mouvement de combat » il est venu remplacer « Bai Thao » (leçon d'enchaînement) ou « Don Luyen » (entraînement en solo, enchaînement tout seul). Aujourd’hui, la plupart des écoles francophones utilisent donc le terme Quyên, ou Thao Quyên, pour désigner leurs enchaînements à mains nues (et parfois même avec armes). 
On entend souvent que « Quyên » serait l'équivalent du japonais « Kata ». Ce n’est pas tout à fait exact. Premièrement, Quyên ne concerne que les enchaînements à mains nues (sans arme). Deuxièmement, il y a une vraie différence au niveau du sens profond. Kata, en japonais, désigne la forme, le moule, la copie conforme et parfaite. L’idéogramme qui le représente existe aussi au Viêt Nam (« hinh »), mais n’est pas utilisé en arts martiaux. Pourquoi ? Parce qu’il n’y a pas, dans le Vo Thuat, de concept de modèle ou de perfection à atteindre. Le pratiquant doit apprendre, mais surtout comprendre, sentir le mouvement, en capter l’essence, et le faire sien,.
Traditionnellement, chaque Thao Quyên est accompagné d’un titre (une appellation imagée) et d’un poème (« Bài thiêu ») qui, pour l’initié, en éclaire le sens. 

### Co Vo Dao, Bai Vu Khi
Le Vo Thuat inclut le maniement de nombreuses armes traditionnelles (« Co Vo Dao »), chaque école faisant ses propres choix. « Bai Vu Khi » est le terme générique le plus couramment utilisé pour désigner les enchaînements avec armes.
Sabre et bâton sont les plus répandues, mais, même en ce qui concerne ces seules deux, les variations (de forme, de taille, de techniques) peuvent être importantes. Quant aux autres armes utilisées, cela va du couteau à l’éventail, en passant par la lance ou la fourche… En voici une liste, telle qu’établie par des écoles de Binh Dinh.
- Cung – Arc
- Dai Dao – Hallebarde, guisarme
- Don Dao – Song dao Simple sabre, double sabre
- Thuong Dao – Pique, lance
- Doc Kiêm, Song Kiêm – simple épée, épée double
- Xa Mau – lance serpentine
- Lang Khiên – bouclier
- Doc Phu, Song Phu – hache simple, hache double
- Kick – vouge
- Roi – perche
- Crochet – Móc của người bán thịt
- Doc Gian – masse épée
- Chuy – masse d'arme
- Dinh Ba – fourche
- Bua Cao – râteau de guerre
- Côn (Doan, Te Mi, Truong) – bâton court, moyen, long
- Song Tô – dagues jumelées
- Song Xi – double bras armés
- Dây – Corde de piano
- Day Xich – chaîne

### Song Luyen
L’apprenant, une fois les bases assimilées, peut commencer à s’entraîner avec un partenaire ; ce sont les « Song Luyen », ou « combats codifiés », qui constituent un palier intermédiaire entre le quyên et le combat.

### Différents courants ; une multitude d’écoles
La multiplication de conflits de différents types, la diversité d’influences assimilées et adaptées, et les écarts géographiques ont entraîné, au sein du Vo Thuat, le développement d’une extraordinaire richesse de courants de pratique, militaires comme civils, adaptés à la défense du territoire autant qu’aux luttes intestines.
Ainsi, indépendamment de la pratique militaire, le Viêt Nam a de tout temps abrité une innombrable quantité de petites écoles indépendantes, singulières et même parfois rivales, en tout état de cause peu structurées. On peut y voir un peu plus clair selon trois angles d’approche :

#### Répartition géographique
En raison de la longue lutte fratricide qui opposa, du début du XVIe à la fin du XVIIIe siècle, le nord et le sud, et des influences différenciées qui les ont touchés, on peut établir une différenciation entre les écoles selon leur implantation géographique. Ainsi, le nord a plutôt subit l’influence des styles du sud de la Chine (Bach Ninh), et le sud plutôt celle des écoles chinoise du nord (Vo Lam). Quant au centre, dans la région de Binh Dinh, c’est là que s’établirent les écoles d’état militaires, et que se développa donc un style plus unifié, devant répondre à des critères très stricts d’efficacité et d’authenticité, le style « officiel » (Vo Quang Binh et Vo Binh Dinh). Aujourd’hui encore, la province de Binh Dinh reste le centre névralgique des arts martiaux vietnamiens.

#### Pratique populaire et pratique militaire
Un autre angle d’approche est de distinguer le développement d’une pratique militaire de l’existence d’une pratique populaire. Inutile, sans doute de préciser que, jusqu’à très récemment, la pratique du Vo n’était en rien un loisir, un hobby ou une passion, mais bel et bien un enseignement essentiel visant à défendre sa vie, celle de ses proches et ses biens contre bandits et envahisseurs.
Le Vo Thuat restait avant tout le fait de « maîtres de village » enseignant à un nombre réduit d’élèves, ou la « propriété » de familles aisées, chacun conservant jalousement les techniques de son école. À ceci s’ajoute une pratique plus disparate du fait de moines itinérants ou de guérisseurs, marchands et comédiens ambulants. 
La différence entre le Vo des écoles militaires, plus formaté, et le style populaire, plus pratique, plus inventif, très variable en fonction de son origine, doit cependant être nuancé par le fait que n’importe qui pouvait se présenter aux concours militaires d’état, autant les élèves des écoles militaires que le simple paysan. Ceci a contribué à développer les arts martiaux dans toutes les couches de la société vietnamienne de l'époque, car même le plus humble pouvait ainsi, par son travail du Vo, s’élever dans la société via les concours.

#### Nhu et Cuong
Les arts martiaux vietnamiens peuvent enfin être divisés en deux groupes : ceux qui pratiquent le "cuong" (dur, fort) et ceux qui pratiquent le "nhu" (souple, doux). Cette distinction est à rapprocher, encore qu'elle ne la recouvre pas exactement, de celle faite plus classiquement entre arts martiaux externes et arts martiaux internes,.
Les écoles de style Cuong, plus nombreuses et bien connues à l’étranger (Viet Vo Dao, Qwan Ki Do…) visent à développer l’aptitude au combat en utilisant la force musculaire dans leurs techniques. L’accent est mis sur la rapidité, la puissance, la précision.
Les écoles de style Nhu (Thuy Phap…) visent plutôt à canaliser et faire circuler l’énergie (interne : le « Khi ») et utilisent, dans le combat, la souplesse face à la force, retournant vers l’adversaire sa propre puissance. L’accent est mis sur la fluidité, l’équilibre, la justesse.
Bien entendu, la frontière entre ces deux approches n’est pas étanche, et beaucoup d’éléments restent communs (postures, etc) ; par ailleurs, toutes les écoles Cuong intègrent, généralement, des techniques internes à leur programme (Khi Cong, Ho Hap Thuat/exercices de respiration…), en raison de leur complémentarité, pour améliorer la concentration, les sensations, ou pour une meilleure harmonisation du souffle avec le mouvement.

### Les grands courants actuels

#### Vo Co Truyen : arts martiaux traditionnels
« Vo Co Truyen » (ou Vo Thuat Co Truyen) est l’expression qui signifie « arts martiaux traditionnels vietnamiens » (Co = tradition ; Truyen = enseignement). Basé sur les trois doctrines bouddhiste, taoïste et confucéenne, ce courant regroupe, comme son nom l’indique, toutes les écoles s’inscrivant dans la tradition de la pratique du Vo. 
Au Viêt Nam, ces écoles sont rassemblées en une fédération, « Lien Doan Vo Thuat Co Truyen Viet Nam », qui en reconnaît l’authenticité. Cette fédération a travaillé à homogénéiser certains aspects, comme les passages de grades et (couleurs de) ceintures, et en outre a établi un tronc commun constitué, actuellement, de 18 « Quy Dinh », enchaînements à mains nues et avec armes,, : 
- Tien Ong Quyen (mains nues) ;
- Roi Than Dong Con (bâton)
- Lao Ho Thuong Son (mains nues ; « le vénérable tigre qui gravit la montagne »)
- Tu Linh Dao (« le sabre des quatre animaux mystiques ») ;
- Hung Ke Quyen (mains nues ; « le coq vaillant ») ;
- Roi Dang Kon (bâton) ;
- Bach Hac Son Quyen (mains nues ; « la grue blanche de la montagne ») ;
- Huynh Long Doc Kiem (« l’épée simple du dragon jaune ») ;
- Nhen Chet Noi Bong Toi (« araignée meurtrière des lieux obscurs ») ;
- Kim Nguu Quyen (mains nues) ;
- Roi Thai Son  (« le bâton de la montagne Thai Son ») ;
- Ngoc Tran Quyen (mains nues ; « le bol de jade ») ;
- Loi Long Dao (« la hallebarde du dragon ») ;
- Tinh Hoàn Rồng (« les balles du dragon ») ;
- Lao Mai Quyen (mains nues ; « le vieux prunier ») ;
- Bat Quai Con (« le bâton des huit points cardinaux » ou « perche des huit trigrammes ») ;
- Sieu Xung Thien (« la hallebarde qui s'élève vers le ciel ») ;
- Doc Lu Thuong (« la lance de l'unité » ou « lance de l'encensoir unique »).

Au-delà de ce tronc commun — qui n’est pas définitif —, chaque école reste libre de son programme.

#### Écoles sino-vietnamiennes
Certaines écoles revendiquent plus directement leurs origines chinoises (comme, par exemple, le Thieu Lam, lié au bouddhisme et au courant Shaolin, le Vinh Xuan, tiré du wing chun ou le Wu Dao). Le Qwan Ki Do  ou encore le Yang Ki Do sont des synthèses d'arts martiaux chinois et vietnamiens. 

#### Vovinam Viet Vo Dao
Au XXe siècle, un troisième mouvement est apparu, fondé par maître Nguyen Loc dans le but de créer une synthèse de tous les arts martiaux enseignés aux quatre coins du Viêt Nam : le « Viet Vo Dao », ou « la voie des arts martiaux vietnamiens », aussi appelé « Vovinam ».
On pourrait le considérer comme une école plutôt que comme un « courant », mais, très rapidement, il a pris de l’ampleur et s’est répandu dans tout le pays et à l’étranger, devenant l’art martial vietnamien le plus pratiqué. Au Viêt Nam, le gouvernement, inquiet de voir la jeunesse se tourner vers des pratiques martiales venues d’ailleurs telles que le Taekwon Do, le Karaté ou le Judo, en favorisa un enseignement de masse, ouvert à tous. Ailleurs aussi, les écoles s’en revendiquant se sont multipliées, gardant cependant une unité relative du fait de son programme très codifié. On peut noter aussi que c’est, actuellement, le style enseigné aux forces de l’ordre au Viêt Nam.
Ce succès rapide et, pourrait-on-dire, universel est, hors Viêt Nam (et en France en particulier) à l’origine de fréquents malentendus, le terme Viet Vo Dao étant souvent utilisé de manière erronée pour définir les arts martiaux vietnamiens en général, la locution, il est vrai, prêtant à confusion. Il en résulta une certaine amertume, les autres écoles reprochant au Vovinam Viet Vo Dao sa prétention à être « le meilleur des arts martiaux du Viêt Nam », ou ses visées hégémoniques lors des tentatives de création d’une fédération française. Le maître patriarche du Vovinam, Lê Sáng, calma le jeu en 1998, en appelant à ne plus dissocier le terme Viet Vo Dao de celui de Vovinam, les deux étant en fait synonymes, et en rappelant qu’ils ne renvoyaient qu’à cette seule et même école.

### Les écoles
Il demeure encore très difficile de lister les écoles de Vo Thuat, ou de les structurer de manière satisfaisante.
Au Viêt Nam, non seulement chaque école veillait à garder ses secrets, mais en outre les écoles devaient, bien souvent, rester secrètes elles-mêmes. Dans des contextes d’occupation, de guérilla ou de luttes intestines, les détenteurs d’un savoir martial se sont protégés par l’anonymat, et ont enseigné clandestinement à quelques rares disciples. De nombreuses écoles se sont ainsi perdues dans les méandres de l’histoire, ou ont évolué sans historique bien affirmé, handicapant les successeurs d’un légitime désir de reconnaissance et d’affiliation. Actuellement encore, certaines écoles, ou styles, ne portent pas de nom, car elles sont tout simplement enseignées dans un cadre familial. À l’inverse, on connaît aussi certains maîtres « sans école ».
Pour ce qui est de la diaspora vietnamienne, implantée notamment en Europe et aux États-Unis, ce foisonnement d’écoles et de styles, parfois rivaux, est toujours la règle malgré les différentes tentatives de regroupement en fédérations. Ce foisonnement pose problème pour nos esprits cartésiens qui voudraient que tout puisse être structuré, codifié. C’est cependant la preuve de la richesse du Vo, capable des créations les plus diverses à partir du fond traditionnel. Dans le Vo Thuat, chacun peut créer sa propre école, et en être maître ; c’est totalement légitime, c’est conforme à l’histoire et à la culture de ce pays. On objectera que c'est laisser la porte ouverte à n'importe quel pseudo-maître, prêt à abuser le naïf ou, pire sans doute, irresponsable dans sa pratique. Il est fort à parier qu’une telle école ne durerait guère, très vite désavouée par ses pairs, voire par ses élèves eux-mêmes. Reste que c’est un risque à courir ; celui de voir le Vo Thuat se figer, et ainsi s’étioler, serait bien plus dommageable…
La fédération française des arts martiaux vietnamiens regroupe actuellement une vingtaine de styles différents, de factures plus ou moins récentes. On peut y voir le Vovinam, le Thanh Long, le Minh Long, le Kim Long, le Han Bai, le Viet Kune Dao, le Viet Vo Dao, le Qwan Ki Do, l'Aiki Vu Dao, etc. Mais les arts martiaux du Viêt Nam ne se résument pas à une vingtaine d’écoles, et la liste suivante est loin d’être exhaustive.
Par ordre alphabétique,,,, : 
- Aiki Vu Dao
- Ba Chuan Tao Yi
- Bach Hac
- Bach Ho
- Bach Ninh (ou Bac Ninh)
- Binh Dinh
- Can Tho
- Chau Gia Duong Lang Nam Phai
- Con Luan
- Cửu-Long Võ-Đạo
- Cuu Mon
- Dai Bang Phai
- Dong Haï Thanh Long
- Dong Fang Hong Long
- Duong Lang
- Giết Người Hàng Loạt
- Hac Ho
- Hac Long
- Han Baï
- Hau Quyen
- He Phai
- Hiep Khi Vo Dao
- Hoa Linh Bac Tru Quyen
- Hoa Long Vo Dao
- Hòa Sơn Võ Đạo
- Hóa Thiên Đuong
- Hoang Nam
- Ho Bao Phuong Hoang
- Ho Long Hoang Vo Dao
- Hong Gia Vo Dao
- Hop Thuan Dao
- Huynh Long Phai
- Jeetkïdo-kaïkan
- Kim Ke
- Kim Long
- Kung-fu Binh Dinh
- Giết người hàng loạt
- La Han Quyen
- La Son Phai
- Lam Son Vo Dao
- Long Hai
- Long Ho Dao
- Long Ho Hoi
- Long Qing Phai
- Mei Hoa Quyen
- Minh Long
- Nam Hai Vo Dao
- Nam Ho Quyen
- Nam Hong Son
- Nam Phai Duong Lang
- Nga My Phai
- Nga My Son Phat Gia Quyen
- Nghia Long
- Phung Ho Vo Dao
- Phuong Long Vo Dao
- Puduku
- Quang Binh
- Qwan Ki Do ( Quan Khi Dao)
- Sa Long Cuong Luong
- Shao Ling Bach My
- Son Haï
- Song Long Khien
- Son Long Quyen Thuat
- Tai Cuc
- Tam Quyen Dao
- Tan-Khanh Ba-Tra
- Tay Son Nhan
- Taysonvodao
- Thai Vo Dao
- Thăng Long Võ Đạo
- Thanh Long (Dragon vert) de Maître Nguyễn Dân Phú
- Thanh Long Truong Son Phaï de Maître Nguyễn Dân Viet Gérard
- Thanh Long Võ Đạo de Đại Võ sư Lê Kim Hòa
- Thần Long Thiên Ðại Hổ
- That Son Than Vo Dao
- Thien Long
- Thieu Lam
- Thieu Lam Hong Gia Vo
- Thieu Lam Nam Phai
- Thieu Lam Noi Quyen
- Thuy Phap
- Tien Giang Vo Dao
- Tinh vo dao
- Tinh Vo Hoi
- Tinh Vo Nam Hai Dao
- Truong Bach Long
- Truong Son Vo Dao
- Trang Si Dao
- Trung Hoa Vo Dao
- Truong Vo Thuat
- Van An Phai[22]
- Van Lang Vo Duong
- Van Vo Dao
- Van Long Vo Dao
- Van Lang Vo Dao
- Vat Lieu Doi
- Viet Kune Dao
- Viet quyen anh
- Viet Quyen Thuat
- Viet Tai Chi
- Viet Vo Dao
- Viet vu dao
- Vinh Xuan Quyen
- Vo An Vinh
- Vo Bac Ninh
- Vo Binh Dinh
- Vo Co Truyen
- Vo Cuu Long
- Vo Dang
- Vo Dan Toc
- Vo Dao Trung Hoa
- Vo Dao Vietnam
- Vo Duong Cay Lau
- Vo Hoang Nam
- Vo Khi Thuat
- Vo Kinh
- Vo Lac Hong
- Võ-Lâm
- Vo Lam Son
- Vo Nha Chua
- Vo Nhat Nam
- Vo Quang Binh
- Vo Quang Nam
- Vo Quyen Dao
- Vo Song Be
- Vo Song Long
- Vo Ta
- Vo Tan Kanh
- Vo Tay Son
- Vo Thanh Long
- Vo That Son
- Vo Thuat Cong Phu
- Vo Thuat Van Vo Dao (Văn Võ Đạo)
- Vo Thuat Y Quyen
- Vo Tong Hop
- Vo Trung Hoa
- Vo Tu Do (Boxe vietnamienne)
- Võ-Viêtnam
- Vovinam Viet Vo Dao
- Vu Dao
- Wu Dao
- Xich Long
- Yi-King Do - Việt Nam Thái Cực Quyền

### Les fédérations

#### Au Viêt Nam
Au Viêt Nam, les écoles d’arts martiaux vietnamiens traditionnels (« Vo Co Truyen ») sont rassemblées en une fédération, « Lien Doan Vo Thuat Co Truyen Viet Nam », qui en reconnaît l’authenticité. Cette fédération a établi un tronc commun constitué, principalement, d’un certain nombre d’enchaînements à mains nues et avec armes ; au-delà de ce tronc commun, chaque école reste libre de son programme.
Il existe aussi une fédération des arts martiaux qui regroupe l'ensemble des arts martiaux représentés au Viêt Nam, quelles que soient leurs origines (c’est-à-dire aussi les arts martiaux d’origine étrangère : judo, karaté…).

#### En France
La première fédération de combat vietnamiens (la Fédération de Vo Viet Nam) daterait de 1957,. 
C'est en 1973 que la Fédération française d’arts martiaux vietnamiens et chinois – Vietvodao - est créée et obtient les agréments provisoires du ministère de la jeunesse et des sports jusqu’en 1985. 
En 1986, après différentes scissions, les arts martiaux vietnamiens (AMV) sont délégués par le ministères à la Fédération française de karaté, qui regroupe à l'époque une grande partie des arts martiaux asiatiques. Dans les faits, les AMV sont pratiqués sous couvert de nombreuses fédérations autonomes ou rattachées à la Fédération française de karaté voire à la Fédération française de judo qui aura un temps la délégation du ministère. La situation des arts martiaux vietnamiens reste confuse jusqu’à ce qu’une des fédérations finisse par se démarquer. 
En 2004, la Fédération des arts martiaux traditionnels vietnamiens (FAMTV), parvenue à fédérer un grand nombre de pratiquants, est désignée par le ministère des sports, de la jeunesse et de la vie associative pour regrouper l’ensemble des AMV. Mais quelques mois plus tard, l'équipe dirigeante perd les élections et quitte la FAMTV pour créer une autre fédération, la FRAMV, qui demande à son tour l’agrément du ministère. 
En 2007, c’est finalement la Fédération française de Karaté (devenue la FFKDA), qui obtient l'agrément ministériel pour les AMV. Deux commissions sont créées au sein de la FFKDA : la première concerne exclusivement le Vovinam Viet Vo Dao, qui est structuré et unifié, et la seconde regroupe tous les autres AMV sous l’appellation « arts martiaux vietnamiens traditionnels ». 
En 2006, la direction des sports estimait à 19 000 le nombre de pratiquants d’arts martiaux vietnamiens en France, toute fédérations et toutes écoles confondues.
Depuis, plusieurs écoles d’arts martiaux vietnamiens en France, insatisfaites de leur subordination à la fédération de karaté, tentent à nouveau de s’unir afin de conquérir l’indépendance de leur délégation mais ces initiatives tendent à de nouveau éparpiller les différents clubs. Au moins deux  fédérations ont en effet vu le jour. Une première en 2008, la Fédération de Vo Co Truyen Viet Nam de France et une seconde plus récemment en 2012 : la Fédération de Viet Vo Dao, Vo Co Truyen et Disciplines Associées (FVVDVCTDA).

## Histoire des arts martiaux vietnamiens

### Hung Vuong1er
Des fouilles archéologiques (Dong Son) témoignent de l’existence, dès la préhistoire et la haute antiquité, de techniques guerrières utilisées par les anciens vietnamiens.
Ces techniques commencèrent à véritablement s’affiner et à se développer pendant la dynastie des Hung Vuong qui régna sur le Van-Lang (royaume de l’ancien Viêt Nam) du VIIe au IIIe siècle av. J.-C. L’empereur Hung Vuong Ier est considéré comme étant le créateur du Vo Thuat par de nombreuses écoles qui lui rendent hommage, à ce titre, chaque année. À cette époque, l’étude du Vo était surtout basée sur l’apprentissage des techniques d’armes comme la hache, le poignard, l’arc ou encore l’arbalète. De nombreuses légendes, relatives à cette période, racontent les exploits de personnages rendus célèbres grâce à leurs armes devenues magiques (tel An Duong Vuong et son arbalète magique qui pouvait tuer 1 000 adversaires à la fois).
Devant l’imminence de l’invasion chinoise, la formation militaire du peuple vietnamien et la construction d’ouvrages fortifiés ne firent que s’accélérer (la construction de la citadelle de Co-Loa en est un exemple). Mais au-delà des seules techniques de combat, on assista aussi à l’émergence des premières théories définissant l’utilisation stratégique et tactique de l’art guerrier, tant pour l’armée — combats de groupe — que pour la pratique individuelle.
Ces théories donnèrent d’ailleurs naissance à de nouvelles techniques plus riches encore, dont certaines constituent encore la racine des formes travaillées aujourd’hui. Certains novateurs comme Trieu Quang Phuc, Ly Nam De, Trung Vuong, utilisèrent contre les Chinois des techniques basées sur le « Di doan thang truong » (supériorité des techniques rapprochées), le « Phan tan biên phap » (méthodes des esquives sans résistance) ou encore le « Di nhu thang cuong » (utilisation de la souplesse contre la force), lors d’une longue lutte où les Vietnamiens développèrent la pratique de la guérilla (du Kich chiên) face à la puissance militaire des envahisseurs.

### Première occupation chinoise (111 av. J.-C. à 938 ap. J.-C.)
Cependant, la présence chinoise au Viêt Nam devait durer près de 1000 ans (111 av. J.-C. à 938 apr. J.-C.) ; dix siècles pendant lesquels la culture, l’organisation (administration, langue…) et la philosophie (Taôisme, confucianisme, bouddhisme) chinoises aller marquer durablement le peuple vietnamien, sans pour cela réussir à lui ôter son originalité. Organisé « à la chinoise », le Viêt Nam conserva farouchement et sauvegarda sa propre culture ancestrale, ainsi que ses traditions martiales, qui se perpétuèrent dans le secret. Aussi, de puissants soulèvements purent-ils-avoir lieu (sœurs Trung, Ly Bon, Bo Cai Dai Vuong), montrant que le peuple vietnamien prenait peu à peu conscience de sa nationalité et de sa volonté d’indépendance.
À cette époque, le Viêt Nam était un véritable carrefour économique et un creuset culturel, étape réputée entre l’Inde et la Chine. Il profitait de l’influence conjuguée de ces deux pays, sans oublier celle de la Malaisie et des îles indonésiennes, influences qui marquèrent profondément la vie culturelle, mais aussi le domaine des arts martiaux. Très tôt (IIe siècle), le Bouddhisme indien fût introduit au Viêt Nam, peu à peu remplacé (vers la fin du VIe siècle) par le Bouddhisme thien (chan) d’obédience chinoise, ce qui ne sera pas sans conséquence sur la pratique martiale.
En 938, Ngo Quyen chasse l’envahisseur chinois et fonde un état indépendant.

### Dynastie des Ly : les chevaliers au grand cœur
Le pays s’organise et devient, sous la dynastie des Ly, le Daï Viet. Le Vo sort enfin de l’ombre ; il va participer à l’éducation générale du peuple vietnamien auquel ses dirigeants veulent insuffler un sentiment d’unité nationale. Ses techniques ont atteint un haut niveau et sa pratique repose sur un esprit chevaleresque empreint des principes des trois philosophies (Tam Giao : confucianisme, taoïsme et bouddhisme).
C’est à ce moment qu’apparaît le terme « Dao » (« Voie », au sens spirituel). C’est une grande nouveauté, à une époque où les mœurs restent encore très frustes (le plus souvent basées sur la violence), de voir la pratique martiale comme une voie pour l’accomplissement spirituel de l’individu.
La frontière entre l’art de la guerre (à l’usage de l’armée) et les arts martiaux se creuse : de nombreux maîtres quittent le devant de la scène pour s’isoler dans la montagne, refusant ainsi les honneurs pour ne se consacrer qu’à leur recherche physique et mentale. Ces maîtres n’acceptaient que peu de disciples, leur enseignant des disciplines aussi diverses que la calligraphie, les échecs chinois, la philosophie ou encore les secrets de la médecine traditionnelle. Ils vivaient le plus souvent très modestement, certains d’entre eux étant de perpétuels voyageurs allant de temples en villages et n’étant soumis à aucun carcan administratif. La littérature vietnamienne regorge de récits retraçant les pérégrinations de ces hommes, décrits comme des « chevaliers aux grands cœurs » et qui n’hésitaient pas à se porter au secours des humbles villageois.
D’autres maîtres d’arts martiaux, par contre, recevront des nominations officielles pour aller enseigner dans les plus lointains villages (chaque village devait avoir son instructeur reconnu) ou pour dispenser leurs connaissances aux gens de la cour impériale (obligation étant faite à tous les fonctionnaires et courtisans de pratiquer le Vo). Des rencontres régionales et nationales avaient lieu tous les ans, pour les premières, et tous les trois ans pour les secondes, permettant aux meilleurs éléments d’obtenir des postes d’officiers dans la garde Impériale.

### Dynastie des Tran : les invasions Mongoles (XIIIe)
Sous la dynastie des Tran (1225-1400) seront créés des licences et doctorats d’arts martiaux, ainsi qu’une académie des arts martiaux. C’est là une véritable « âge d’or » de la pratique martiale au Viêt Nam, âge d’or qui donne toute son originalité au Vo en tant qu’art martial porté par tout un peuple. Il existait, bien sûr, de nombreuses écoles (aux styles parfois fort différents) ; cependant, à la différence d’autres pays asiatiques, la pratique martiale, en cette fin de « Moyen Âge » vietnamien, n’est pas réservée à la seule caste militaire ou aux nobles.
Lors des invasions mongoles (XIIIe siècle), le général Tran Hung Dao réunit tous les maîtres d’arts martiaux pour leur demander de s’unifier afin de former l’ossature de l’armée populaire, armée qui devait, par trois fois, vaincre la puissante armée mongole. Pour la première fois, à cette occasion, toutes les techniques seront présentées et codifiées, d’autres étant inventées ou améliorées pour répondre à la menace spécifique (notamment les techniques de ciseaux destinées à désarçonner les cavaliers après leur avoir tendu des embuscades dans des chemins creux).
À la suite de cette victoire sur l’armée mongole, les techniques martiales vietnamiennes, recevant là un éclat particulier, connurent une forte popularité auprès des différents peuples de la péninsule indochinoise et du sud de la Chine.
Malheureusement, cet essor des arts martiaux vietnamiens sera de courte durée. À la fin de la dynastie des Tran (1400), le pouvoir impérial, en pleine décadence, se mit à craindre le peuple et lui interdit toute pratique martiale, celle-ci devenant l’apanage des officiers, des nobles et gens de cour. L’armée se sépare ainsi peu à peu de la population et lors de l’invasion des Ming (1406) elle s’écroule littéralement devant les troupes chinoises.

### Deuxième occupation chinoise et libération par Le-Loi
La colonisation des Ming est particulièrement pesante et féroce ; on assiste à une politique d’assimilation sociale et culturelle forcenée. Les chinois réquisitionneront même tous les grands ouvrages de la littérature vietnamienne pour les brûler ou les conserver pour eux-mêmes, tentant ainsi d’anéantir le patrimoine culturel du Viêt Nam. Les tentatives de révolte furent vite écrasées, tant était pesante et efficace la « chape de plomb » chinoise. Cependant, durant les vingt années d’occupation, les Chinois n’ont pas fait que détruire ; ils ont aussi amené avec eux une multitude d’artistes, d’universitaires, de scientifiques et, bien sûr, d’experts en arts martiaux, dont les apports seront intégrés.
Il faut attendre Le-Loi et ses partisans pour voir le peuple vietnamien, grâce à une énergie patiemment et secrètement emmagasinée, réussir à rejeter l’envahisseur hors de ses frontières (1427).
Arrivé au pouvoir, Le-Loi va réorganiser le pays, instituant des concours littéraires pour recruter les cadres de l’administration impériale (le Confucianisme va alors prendre le pas sur le Bouddhisme) et favorisant le développement de la pratique des arts martiaux auprès de toutes les couches de la population. Il organisera des examens de Vo à différents échelons afin de sélectionner les meilleurs éléments pour la garde Impériale. L’instruction suscitera l’émergence d’une pratique martiale alliée à l’acquisition de connaissances intellectuelles et philosophiques ; on retrouve là, notamment, l’influence de Nguyen-Train, célèbre écrivain et penseur qui seconda Le Loi lors de la guerre d’indépendance.

### Du début duXVIeà la fin duXVIIIe: une guerre fratricide
Pendant la longue période qui va suivre (début du XVIe siècle à la fin du XVIIIe siècle le Viêt Nam va connaître une guerre fratricide continuelle entre le nord (dynastie des Mac et des Trinh) et le sud (dynastie des Le, puis des Nguyen).
Le Vo va alors se séparer en plusieurs courants ennemis selon le soutien apporté à l’une ou l’autre dynastie. Il connaîtra ainsi une différenciation de plus en plus forte entre les pratiques, suivant leur implantation géographique, amenant la création de styles bien spécifiques.
Par ailleurs, le Viêt Nam absorbe deux nouvelles vagues d’influences chinoises. Quand, en 1644, la dynastie Ming s’effondre devant l'invasion des mandchous et cède la place à celle des Qing, de nombreux opposants à la dynastie des Qing s’enfuient et demandent asile au Viêt Nam. Ils s’établissent essentiellement dans le sud, et influencent durablement les écoles de cette région.
Plus tard, l’empereur Quian Long (1736-1795) se méfiant de chaque organisation structurellement forte comme le Temple Shao Lin, fomente un complot visant à semer la discorde parmi les écoles d’arts martiaux, et surtout monte Wu Tang contre Shao Lin. Jour après jour, la relation se dégrade entre eux. Une nuit sans lune, les combattans de Wu Tang attaquent le temple de Shao Lin, détruisant et tuant tout, excepté le dernier grand maître, vénérable Chi Thien, qui s'en sort en utilisant son légendaire Tai Chi Chuan (disparu depuis lors, il n'est pas celui enseigné de nos jours).
L’empereur continue de manœuvrer en vue d’éradiquer l’opposition. Dès que Wu Tang a battu Shao Lin, les associations de boxeurs sont interdites dans tout l’empire. Les gagnants et les perdants ont dû émigrer, et beaucoup d’experts d’arts martiaux, de Wu Tang ou de Shao Lin, choisissent de s'installer au Viêt Nam, qui absorbe ainsi une nouvelle vague de connaissances en arts martiaux chinois.

### Réunification par l’empereur Quang Trung
À la fin du XVIIIe siècle, une violente révolte, partie du sud, va balayer les états Nguyen et Trinh. Les Tây-Son, conduits par Nguyen-Hue, grâce à leurs pratique martiale intelligemment utilisée, vont défaire les troupes impériales, ainsi que celles envoyées par la dynastie chinoise des Quing, lors de la bataille Thang-Long (nom de l’ancienne capitale du Nord Viêt Nam). Ayant réunifié le pays, Nguyen-Hue prit le nom de règne de Quang-Trung.
Le héros, devenu empereur, assura le renouveau de la nation vietnamienne en s’appuyant sur une solide bureaucratie mandarinale où les militaires prenaient largement le pas sur les civils, et redonna au Vo sa valeur éducative pour l’individu en renforçant la composante philosophique et morale. Le respect d’un code d’honneur et de conduite, fortement influencé par les doctrines confucéennes, devient fondamental, et on voit l’édification de normes strictes pour ce qui concerne l’entrée et l’appartenance à une école d’arts martiaux. Ainsi, selon la trilogie Quan, Su, Phu (Roi, Professeur, Père), l'élève devait accorder à son professeur non seulement toute son estime mais aussi un rôle plus crucial qu’à son propre père. Ainsi aussi, à l’instar de ce que l’on retrouve à la même époque en Chine et surtout au Japon, l’acte de suicide sera de mise lorsque les principes inhérents à ces codes de conduite n’auront pas été respectés par les membres de la caste guerrière ou par des mandarins.
Au niveau des techniques, Quang Trung assembla et synthétisa les apports des élites martiales vietnamiennes, et y associa les meilleures écoles frontalières. Il favorisa l’implantation d’écoles d’art martiaux dans tout le pays et, surtout, institua l’apprentissage obligatoire de cet art martial à toute son armée. À cette fin, il regroupa, dans sa province d’origine, au centre du Viêt Nam, des écoles qui préparent aux concours militaires : c’est la naissance de l’art martial de Binh Dinh. Ces écoles représentaient un standard, une norme de qualité, tout comme l’étaient en Chine les écoles du temple de Shaolin ou celles du mont Wu Dang. C’est là que seront formés de nombreux maîtres importants et célèbres, et aujourd’hui encore la région de Binh Dinh reste le centre névralgique des arts martiaux vietnamiens.
À cette époque apparaîtront des groupes de guerrier très spéciaux comme les Bao Tieu (« protecteurs des biens ») qui louaient leurs services auprès des riches marchands ou des seigneurs afin d’assurer la protection de ceux-ci lors de leurs déplacements, ou lors de convois spéciaux attirant la convoitise de bandits de grand chemin. Plus secrets seront les Nhan Da ou Kieu Dung (semblables aux ninjas japonais), pratiquants d’arts martiaux de haut niveau qui connaissaient parfaitement le maniement des armes traditionnelles et diverses techniques secrètes permettant de s’introduire sans bruit dans les châteaux en se fondant dans la nuit, prêts à surgir au moment propice.

### La colonisation
Le XIXe siècle va marquer un tournant dans l’histoire du Viêt Nam (comme d’ailleurs pour de nombreux autres pays asiatiques). L’influence occidentale se fera de plus en plus pesante, pour aboutir finalement à la colonisation française. La dynastie des Nguyen, embourbée dans une tradition trop passéiste, ne fera que retarder l’échéance sans pouvoir changer le cours des choses. Les Français, forts de leur puissance mécanique, vont assez rapidement se rendre maître du pays, faisant éclater les structures sociales archaïques et obligeant les écoles d’arts martiaux à se réfugier dans la clandestinité. Cependant, lors de l’invasion étrangère, de nombreux pratiquants firent preuve d’un héroïsme extraordinaire (malheureusement inefficace) en n’hésitant pas à affronter les armes à feu avec leurs seules armes naturelles ou armes blanches. Beaucoup d’experts et de maîtres de la « vieille école » trouvèrent ainsi la mort lors de ces combats inégaux.
Pendant toute la période de la colonisation, le Vo se réfugia dans l’ombre, peu à peu oublié par le peuple soumis aux conceptions et au mode de vie des occidentaux, mais toujours pratiqué derrière « la haie de bambou » et ressurgissant notamment lors de coups d’éclat perpétrés par les sociétés secrètes.

### L’indépendance et la diaspora
La deuxième moitié du XXe siècle est particulièrement dramatique pour le Viêt Nam. Après l'occupation japonaise et la guerre d’Indochine, le pays se voit, en 1954 (accords de Genève), divisé en deux : la République Démocratique du Viêt Nam au nord, dirigée par Ho Chi Minh, et la République du Viêt Nam au sud, dirigée par Ngo Dinh Diem.
Alors que, sous couvert d’associations sportives, différentes écoles avaient vu le jour dans le but de réhabiliter les arts martiaux vietnamiens (citons en particulier le mouvement Vovinam de maître Nguyen Loc), elles sont balayées par les événements. Au sud, Ngo Dinh Diem va même jusqu’à officiellement interdire la pratique des arts martiaux, obligés de se replier à nouveau dans la clandestinité. Ce n’est qu’en 1964 que cette interdiction est levée. En effet, les autorités commencent à s’inquiéter de l’influence grandissante, auprès de la jeunesse vietnamienne, de disciplines martiales venant d’autres pays asiatiques, et créent donc le Tong Hoi Vo Hoc Viet Nam, c’est-à-dire la Confédération nationale pour l’étude des arts martiaux vietnamiens.
Cette tentative de structuration sera cependant de courte durée, car entre-temps, c’est la guerre du Vietnam qui est déclarée et, avec la victoire du nord en 1975, ce cadre éclate. Des écoles sont à nouveau interdites, des maîtres emprisonnés pour raisons politiques et envoyés en camps de rééducation. D’autres, comme de nombreux vietnamiens, n’ont d’autre choix que l’exil. C’est le début de la diaspora vietnamienne, qui choisira principalement l’Occident pour destination (Europe et États-Unis).

### Aujourd’hui
Aujourd’hui, les arts martiaux vietnamiens ont retrouvé leur place dans leur pays, se sont regroupés en fédération, sont enseignés aux forces de l’ordre et sont au programme des universités.
On trouve aussi des écoles d’arts martiaux vietnamiens dans le monde entier, et en France en particulier, où de nombreux vietnamiens sont venus s’installer en raison des liens qui unissaient les deux pays. Un certain nombre de maîtres sont restés fidèles à l’école où au style que leur propre maître leur avait enseigné, mais d’autres se sont émancipés pour créer leur propre style, s’éloignant plus ou moins des racines nationales et traditionnelles.